# カイル・クロケット
カイル・リチャード・クロケット（Kyle Richard Crockett, 1991年12月15日 - ）は、アメリカ合衆国バージニア州ニューポートニューズ出身のプロ野球選手（投手）。左投左打。MLB・アリゾナ・ダイヤモンドバックス傘下所属。

## 経歴

### プロ入り前
ポクオソン高等学校時代は、チームメイトにチャド・ピンダーがいた。

### プロ入りとインディアンス時代
2013年のMLBドラフト4巡目（全体111位）でクリーブランド・インディアンスから指名され、プロ入り。契約後、傘下のA-級マホーニングバレー・スクラッパーズでプロデビューすると、8試合に登板して防御率0.00と好投。7月にA級レイクカウンティ・キャプテンズへ昇格した。A級レイクカウンティでは4試合に登板し、8月にAA級アクロン・エアロズへ昇格。9試合に登板して1勝0敗・防御率0.00・9奪三振の成績を残した。
2014年は開幕からAA級アクロン・ラバーダックスでプレーし、15試合に登板して0勝0敗6セーブ・防御率0.57と好投。5月16日にインディアンスとメジャー契約を結んだ。同日のオークランド・アスレチックス戦でメジャーデビュー。8点ビハインドの2回表1死から登板。2回表は先頭打者に四球を出すも無失点に抑えたが、3回に先頭打者のジェド・ラウリーに本塁打を打たれた。その後2死を取り、打者・ココ・クリスプの場面で降板。この日は1.1回を投げ2安打1失点1四球だった。メジャー1年目から43試合にリリーフ登板し、4勝1敗・防御率1.80・22奪三振という驚異的な成績を記録した。
2015年は31試合にリリーフ登板したが、防御率4.08・勝ち星なしに終わるなど、前年ほどの好成績とはならなかった。
2016年、年々登板機会が減少して29試合のリリーフ登板だった。防御率とWHIPも年々悪化し、それぞれ5.06と1.44は自己ワーストだった。一方、成長した面としては投球イニング数を上回る三振を奪い、キャリアハイの奪三振率9.6をマークした事がある。
2017年、メジャーでは4試合の登板にとどまった。オフの11月20日にDFAとなった。

### レッズ時代
2018年11月27日にウェイバー公示を経てシンシナティ・レッズへ移籍した。12月1日にFAとなったが、8日に改めてマイナー契約を結び、2018年のスプリングトレーニングに招待選手として参加することになった。
2018年の開幕は傘下のAAA級ルイビル・バッツで迎え、6月21日にメジャー契約を結んでアクティブ・ロースター入りした。7月27日にDFAとなり、29日にマイナー契約でAAA級ルイビルへ配属された。オフの11月2日にFAとなった。

### アスレチックス傘下時代
2018年11月21日にオークランド・アスレチックスとマイナー契約を結び、2019年のスプリングトレーニングに招待選手として参加した。1月24日に傘下のAAA級ラスベガス・アビエイターズに配属された。しかし、開幕前の3月19日に自由契約となった。

### ダイヤモンドバックス傘下時代
2019年12月12日にアリゾナ・ダイヤモンドバックスとマイナー契約を結び、年が明けた2020年1月17日に傘下のAAA級リノ・エーシズに配属された。同年2月23日にダイヤモンドバックスと再契約を結んだが、5月22日にロースターの関係で再びAAA級リノへ配属された。

## 詳細情報

### 年度別投手成績
| 年 度    | 球 団    | 登 板 | 先 発 | 完 投 | 完 封 | 無 四 球 | 勝 利 | 敗 戦 | セ 丨 ブ | ホ 丨 ル ド | 勝 率 | 打 者 | 投 球 回 | 被 安 打 | 被 本 塁 打 | 与 四 球 | 敬 遠 | 与 死 球 | 奪 三 振 | 暴 投 | ボ 丨 ク | 失 点 | 自 責 点 | 防 御 率 | W H I P |
| -------- | -------- | ----- | ----- | ----- | ----- | -------- | ----- | ----- | -------- | ----------- | ----- | ----- | -------- | -------- | ----------- | -------- | ----- | -------- | -------- | ----- | -------- | ----- | -------- | -------- | ------- |
| 2014     | CLE      | 43    | 0     | 0     | 0     | 0        | 4     | 1     | 0        | 5           | .800  | 122   | 30.0     | 26       | 2           | 8        | 2     | 3        | 28       | 0     | 1        | 6     | 6        | 1.80     | 1.13    |
| 2015     | CLE      | 31    | 0     | 0     | 0     | 0        | 0     | 0     | 0        | 3           | ----  | 107   | 17.2     | 17       | 1           | 7        | 0     | 1        | 15       | 0     | 0        | 9     | 8        | 4.08     | 1.36    |
| 2016     | CLE      | 29    | 0     | 0     | 0     | 0        | 0     | 0     | 0        | 3           | ----  | 70    | 16.0     | 16       | 0           | 7        | 2     | 0        | 17       | 1     | 1        | 9     | 9        | 5.06     | 1.44    |
| 2017     | CLE      | 4     | 0     | 0     | 0     | 0        | 0     | 0     | 0        | 0           | ----  | 11    | 1.2      | 4        | 0           | 1        | 0     | 1        | 2        | 0     | 0        | 2     | 2        | 10.80    | 3.00    |
| 2018     | CIN      | 15    | 0     | 0     | 0     | 0        | 1     | 0     | 0        | 1           | 1.000 | 46    | 9.1      | 16       | 1           | 2        | 1     | 0        | 11       | 1     | 0        | 8     | 6        | 5.79     | 1.93    |
| MLB：5年 | MLB：5年 | 122   | 0     | 0     | 0     | 0        | 5     | 1     | 0        | 12          | .833  | 323   | 74.2     | 79       | 4           | 25       | 5     | 5        | 73       | 2     | 2        | 34    | 31       | 3.74     | 1.39    |

- 2021年度シーズン終了時

### 背番号
- 57（2014年 - 2017年）
- 51（2018年）